# بولامون
البولامون أو قَبَسَ (الاسم العلمي: Polemonium) هو جنس من النباتات يتبع الفصيلة البولامونية من رتبة الخلنجيات.

## أنواع البولامون
- بولامون أصفر (الاسم العلمي:Polemonium flavum)
- بولامون أقصى الشمال (الاسم العلمي:Polemonium hyperboreum)
- بولامون أنيق (الاسم العلمي:Polemonium elegans)
- بولامون خلاب (الاسم العلمي:Polemonium pulchellum)
- بولامون باهر (الاسم العلمي:Polemonium pulcherrimum)
- بولامون زاحف (الاسم العلمي:Polemonium reptans)
- بولامون شعري (الاسم العلمي:Polemonium pilosum)
- بولامون شمالي (الاسم العلمي:Polemonium boreale)
- بولامون صغير السداة (الاسم العلمي:Polemonium micranthum)
- بولامون صيني (الاسم العلمي:Polemonium chinense)
- بولامون عنقودي (الاسم العلمي:Polemonium racemosum)
- بولامون غربي (الاسم العلمي:Polemonium occidentale)
- بولامون قليل الأزهار (الاسم العلمي:Polemonium pauciflorum)
- بولامون قوقازي (الاسم العلمي:Polemonium caucasicum)
- بولامون كاليفورني (الاسم العلمي:Polemonium californicum)
- بولامون كبير الزهر (الاسم العلمي:Polemonium macranthum)
- بولامون كبيرة الأزهار (الاسم العلمي:Polemonium grandiflorum)
- بولامون لحمي (الاسم العلمي:Polemonium carneum)
- بولامون دبق (الاسم العلمي:Polemonium viscosum)
- بولامون لونغي (الاسم العلمي:Polemonium longii)
- بولامون متوسط (الاسم العلمي:Polemonium intermedium)
- بولامون حاد الأزهار (الاسم العلمي:Polemonium acutiflorum)
- بولامون مشطي (الاسم العلمي:Polemonium pectinatum)
- بولامون مميز (الاسم العلمي:Polemonium eximium)
- بولامون أزرق (الاسم العلمي:Polemonium caeruleum)